# The First Commandment (Stargate SG-1)
The First Commandment (El Primer Mandamiento) es el sexto  episodio de la primera temporada de la serie de televisión de ciencia ficción Stargate SG-1.

## Trama
Dos miembros de un equipo SG corren por un bosque asustados mientras son perseguidos por unos nativos. Pronto, a uno le llega un dardo y es atrapado. Luego es ejecutado por un hombre vestido de militar, en tanto el otro soldado logra activar el Portal y aparentemente escapa. El SG-1 es enviado a P3X-513 (el planeta de la persecución) después de que se perdiera contacto con el SG-9. Apenas llegan, se encuentran con el Teniente Connor (el miembro sobreviviente que al final no escapa por la Puerta), quién, asustado, ataca a Daniel. Después de calmarlo les explica que el capitán Jonas Hanson, Líder del SG-9 ha convencido a los habitantes primitivos del planeta de que él es un dios, y ahora los tiene trabajando para que le construyan un templo. Cualquiera que este en su contra es muerto por los altos rayos UV que queman el planeta. Dice que por estos rayos, enloqueció Incluso mató al resto del SG-9.
Carter dice que antes había tenido una relación con él. En la noche, Connor es capturado. Mientras que O'Neill investiga, Samantha intenta ayudar a un muchacho y también es capturada. Cuándo la traen ante Jonas, él está demasiado insano para hablar, está convencido completamente que él está haciendo algo con todo el derecho mientras dice a "su gente" que construyan un templo para él ("¡tiene que haber sacrificios!"). Resulta que él ha encontrado un viejo dispositivo Goa'uld que, al parecer, cuando está activado, "vuelve anaranjado el cielo" (forma una especie de campo protector) que bloqueará los dañosos RUVHace que la gente construya el templo para ganar tiempo para poder activar el dispositivo y probar que es un dios cuando él ”vuelva el cielo anaranjado". Él consigue que Carter descifre, en parte, el funcionamiento del dispositivo. Mientras tanto, el resto del SG-1 es informado sobre Carter y el plan de Jonas por el joven.
Daniel y Teal'c vuelven al bosque y encuentran la segunda mitad del dispositivo: es realmente uno de dos generadores que despiden energía entre ellos, levantando un escudo sobre el valle. Jonas no se sabe que ambos deben ser activados.
Jack intenta liberar a Connor pero también lo capturan. Hanson decide que los dos deben ser enviados devuelta por el portal, sin embargo él no envía la señal para desactivar el Iris. Todos van hacia el Stargate, que Hanson ha puesto horizontalmente. Después de que él los hubiera enviado planeaba enterrar la puerta. Antes de que esto ocurra, Daniel llega y dice a los Nativos que Hanson no es un dios. Cuando Carter activa el dispositivo, nada sucede hasta que Teal'c activa segundo. Se levanta el protector, y la gente del planeta entiende que Hanson era un impostor, y que cualquier persona habría podido encender el artefacto. En su furia, lo lanzan por el Portal, matándolo.
Finalizando el episosio, el SG-1, más Connor, se prepara para volver a la Tierra pero Carter está preocupada por el hecho de que ella no mató a Hanson cuando tuvo la oportunidad. O'Neill la tranquiliza recordandolé otro mandamiento importante: "No matarás". Sabiendo esto, Carter y los demás vuelven a casa.

## Artistas invitados
- William Russ como el Capitán Jonas Hanson.
- Roger R. Cross como el Teniente Connor.
- Zahf Hajee como Jamala.
- Adrian Hughes como el Teniente Baker.
- D. Neil Mark como Frakes.